# Матюшино (Прокоп'євський округ)
Матю́шино (рос. Матюшино) — селище у складі Прокоп'євського округу Кемеровської області, Росія.

## Населення
Населення — 8 осіб (2010; 13 у 2002).
Національний склад (станом на 2002 рік):
- росіяни — 100 %